# TTEdit
TTEdit（ティーティーエディット）は、武蔵システムが開発したMicrosoft Windows向けのTrueTypeフォント作成プログラム。

## 概要
1996年4月に発売されたTrueTypeフォント作成プログラム。シェアウェアである。ドローソフトと同様の操作でフォント作成が行える。
最新バージョンのV13.7.0はWindows 10、Windows 11（各日本語版）で動作し、作成したフォントはWindows XP、Windows Vista、Windows 7、Windows 8、Windows 8.1、Windows 10、Windows 11（各日本語版）、Mac OS X 10.4 ～ macOS Sequoia 15で動作する。
なお、V13.7.0アップデートをもってWindows 7、Windows 8.1はTTEditの動作対象から除外された。（Windows 8はV13.4.0 で除外された。）